# Miguel Sandoval
Miguel Sandoval (Washington, 6 novembre 1951) è un attore e regista statunitense di origine messicana.

## Biografia
Ha iniziato a lavorare come attore professionista nel 1975 iscrivendosi a una scuola di mimo latino in Albuquerque, Nuovo Messico. In seguito si unì a tempo pieno alla troupe e continuò i suoi studi di mimo. Ha iniziato la sua carriera cinematografica nei primi anni ottanta. Ha avuto piccoli ruoli in film di successo: Fa' la cosa giusta, Jungle Fever e Jurassic Park. Dopo essere apparso brevemente in Sotto il segno del pericolo nel 1994, ha iniziato ad assumere ruoli più importanti, ed ha recitato in Get Shorty, Qualcosa di personale e Blow. Dopo altre brevi apparizioni in Repo Man - Il recuperatore e Sid & Nancy, Sandoval ha anche interpretato il ruolo principale di Treviranus (in Death and the Compass) e Bennie Reyes (in Three Businessmen) per la regia di Alex Cox.
Oltre ai film, Sandoval ha recitato in numerosi show televisivi, spesso in ruoli ricorrenti. In particolare ha trovato il successo con Medium nel 2005, interpretando il ruolo del Procuratore Distrettuale Manuel Devalos per tutta la durata della serie. Sandoval è inoltre apparso in episodi di serie famose come Frasier, X-Files, Seinfeld e Lois & Clark - Le nuove avventure di Superman. Sandoval inoltre ha iniziato l'attività di regista dirigendo l'episodio della terza stagione di Medium dal titolo Posseduta. Da allora ha diretto un episodio in ognuna delle stagioni dalla quarta alla settima.

## Filmografia parziale

### Cinema
- Timerider - Una moto contro il muro del tempo (Timerider: The Adventure of Lyle Swann), regia di William Dear (1982)
- Repo Man - Il recuperatore (Repo Man), regia di Alex Cox (1984)
- Sid & Nancy (Sid and Nancy), regia di Alex Cox (1986)
- Howard e il destino del mondo (Howard the Duck), regia di Willard Huyck (1986)
- Diritti all'inferno (Straight to Hell), regia di Alex Cox (1987)
- Walker - Una storia vera (Walker), regia di Alex Cox (1987)
- Fa' la cosa giusta (Do the Right Thing), regia di Spike Lee (1989)
- The Gumshoe Kid, regia di Joseph Manduke (1990)
- Jungle Fever, regia di Spike Lee (1991)
- Verdetto finale (Ricochet), regia di Russell Mulcahy (1991)
- White Sands - Tracce nella sabbia (White Sands), regia di Roger Donaldson (1992)
- Jurassic Park, regia di Steven Spielberg (1993)
- Quick, regia di Rick King (1993)
- Il giustiziere della notte 5 (Death Wish V: The Face of Death), regia di Allan A. Goldstein (1994)
- Sotto il segno del pericolo (Clear and Present Danger), regia di Phillip Noyce (1994)
- Scorpion Spring, regia di Brian Cox (1995)
- Get Shorty, regia di Barry Sonnenfeld (1995)
- Facile preda (Fair Game), regia di Andrew Sipes (1995)
- Transazione pericolosa (Breach of Trust), regia di Charles Wilkinson (1995)
- Death and the Compass, regia di Alex Cox (1996)
- Qualcosa di personale (Up Close & Personal), regia di Jon Avnet (1996)
- Scambio di identità (Mrs. Winterbourne), regia di Richard Benjamin (1996)
- La legge della giungla (Et hjørne af paradis), regia di Peter Ringgaard (1997)
- Where's Marlowe?, regia di Daniel Pyne (1998)
- Three Businessmen, regia di Alex Cox (1998)
- Panic, regia di Henry Bromell (2000)
- Le cose che so di lei (Things You Can Tell Just by Looking at Her), regia di Rodrigo García (2000)
- Il volo di Fancy (Flight of Fancy), regia di Noel Quiñones (2000)
- I soliti amici (The Crew), regia di Michael Dinner (2000)
- Air Bud 3 (Air Bud 3: World Pup), regia di Bill Bannerman (2000)
- Blow, regia di Ted Demme (2001)
- Human Nature, regia di Michel Gondry (2001)
- Danni collaterali (Collateral Damage), regia di Andrew Davis (2002)
- Black Point, regia di David Mackay (2002)
- Ballistic (Ballistic: Ecks vs. Sever), regia di Kaos (2002)
- Puerto Vallarta Squeeze, regia di Arthur Allan Seidelman (2004)
- Ballroom Dancing (Marilyn Hotchkiss' Ballroom Dancing & Charm School), regia di Randall Miller (2005)
- 9 vite da donna (Nine Lives), regia di Rodrigo García (2005)
- Coffee Clutch, regia di Joel Marshall e Irfan Merchant (2005) - cortometraggio
- Crazylove, regia di Ellie Kanner (2005)
- Tortilla Heaven, regia di Judy Hecht Dumontet (2007)
- The Killer, regia di David Andrew Nelson (2007)
- Bottle Shock, regia di Randall Miller (2008)
- Spoken Word, regia di Victor Nunez (2009)
- Repo Chick, regia di Alex Cox (2009)
- Deep Blue Breath, regia di Patricia Cardoso (2011) - cortometraggio
- Oculus - Il riflesso del male (Oculus), regia di Mike Flanagan (2013)
- Sun Belt Express, regia di Evan Buxbaum (2014)
- Eternity Hill, regia di Alex Feldman e Marc Jozefowicz (2015)
- Blood Father, regia di Jean-François Richet (2016)

### Televisione
- Quell'uragano di papà (Home Improvement) – serie TV, episodio 5x14 (1996)
- Codice d'emergenza (L.A. Firefighters) – serie TV, 13 episodi (1996)
- Seinfeld – serie TV, episodio 8x11 (1996)
- Frasier – serie TV, un episodio (1998)
- X-Files (The X-Files) – serie TV, episodio 8x18 (2001)
- West Wing - Tutti gli uomini del Presidente (The West Wing) – serie TV, episodio 3x03 (2001)
- Alias – serie TV, 3 episodi (2001)
- Diamoci una mossa! (Gotta Kick It Up!), regia di Ramón Menéndez – film TV (2002)
- Medium – serie TV, 130 episodi (2005-2011)
- Grey's Anatomy – serie TV, episodi 9x07-16x09 (2012-2019)
- Dirk Gently - Agenzia di investigazione olistica (Dirk Gently's Holistic Detective Agency) – serie TV, 6 episodi (2016)
- Sharp Objects, regia di Jean-Marc Vallée – miniserie TV (2018)
- Station 19 – serie TV, 44 episodi (2018-2020)
- Solar Opposites – serie animata, 6 episodi (2020-2021) - voce
- Barry – serie TV, 4 episodi (2022)
- The Diplomat – serie TV, 5 episodi (2023-2024)
- Sugar – serie TV, 4 episodi (2024)

## Doppiatori italiani
Nelle versioni in italiano delle opere in cui ha recitato, Miguel Sandoval è stato doppiato da:
- Eugenio Marinelli in Jurassic Park, E.R. - Medici in prima linea, Sotto il segno del pericolo, Get Shorty, Grey's Anatomy (ep. 16x09), Station 19
- Stefano De Sando in Medium, The Closer, Hawaii Five-0, Social Distance
- Giorgio Lopez in Qualcosa di personale, Danni collaterali
- Dario Penne in Ballistic, Oculus - Il riflesso del male
- Ambrogio Colombo in Grey's Anatomy (ep. 9x07), The Diplomat
- Massimo Lodolo in Sid & Nancy
- Sandro Sardone in Facile preda
- Saverio Moriones in Scambio di identità
- Franco Zucca in Codice d'emergenza
- Sandro Iovino in Frasier
- Oliviero Dinelli in Route 9
- Domenico Maugeri in Human Nature
- Renato Cecchetto in Alias
- Rino Bolognesi in X-Files
- Massimo Corvo in Blow
- Mario Bombardieri in Ballroom Dancing
- Gerolamo Alchieri in Dirk Gently - Agenzia di investigazione olistica
- Paolo Marchese in Sharp Objects
- Paolo De Santis in Sid & Nancy (ridoppiaggio)